# Ranunculus dielsianus
Ranunculus dielsianus Ulbr. – gatunek rośliny z rodziny jaskrowatych (Ranunculaceae Juss.). Występuje endemicznie w Chinach, w północno-wschodniej części prowincji Qinghai, zachodnim Syczuanie, południowym Tybecie oraz północnym Junnanie. 

## Morfologia
PokrójBylina o lekko owłosionych pędach. Dorasta do 5–40 cm wysokości.
LiścieSą trójdzielne. Mają nerkowaty lub pięciokątny kształt. Mierzą 0,5–1,5 cm długości oraz 0,5–2 cm szerokości. Nasada liścia ma sercowaty kształt. Ogonek liściowy jest nagi lub lekko owłosiony i ma 2–9 cm długości.
KwiatySą pojedyncze. Pojawiają się na szczytach pędów. Mają żółtą barwę. Dorastają do 6–13 mm średnicy. Mają 5 owalnych działek kielicha, które dorastają do 2–4 mm długości. Mają 7 owalnych lub eliptycznie owalnych płatków o długości 4–7 mm.
OwoceNagie niełupki o odwrotnie jajowatym kształcie i długości 1–2 mm. Tworzą owoc zbiorowy – wieloniełupkę o jajowatym kształcie i dorastającą do 3 mm długości.

## Biologia i ekologia
Rośnie na łąkach. Występuje na wysokości od 2100 do 4800 m n.p.m. Kwitnie od lipca do września. Preferuje stanowiska w półcieniu. Dobrze rośnie na wilgotnym, żwirowym i próchnicznym i dobrze przepuszczalnym podłożu.

## Zmienność
W obrębie tego gatunku wyróżniono jedną odmianę:
- Ranunculus dielsianus var. suprasericeus Hand.-Mazz.